# Distretto di Salcabamba
Il distretto di Salcabamba è uno dei sedici distretti della provincia di Tayacaja, in Perù. Si trova nella regione di Huancavelica e si estende su una superficie di 192.52 chilometri quadrati.